# Cheiloplastik
Bei einer Cheiloplastik (auch: Lippenplastik) handelt es sich um eine plastisch-chirurgische Veränderung oder Rekonstruktion der Lippen. Häufig wird sie als Schönheitsoperation durchgeführt. Eine medizinische Indikation zur Lippenplastik als Eingriff (Spaltoperation) zum Verschluss von Lippendefekten („Hasenscharten“) liegt beispielsweise bei Lippen-Kiefer-Gaumenspalten vor. Im 19. Jahrhundert entwickelte Bernhard von Langenbeck eine nach ihm benannte Nasen- und Lippenplastik.
Dieser Artikel behandelt lediglich die ästhetisch-chirurgische Veränderung der Lippen. Man unterscheidet zwischen dem Lippenlifting, der Aufpolsterung, bei der ein Füllmaterial die Lippen vergrößert und der Verkleinerung der Lippe. Die meisten Lippenkorrekturen können ambulant vorgenommen werden. Sie dauern eine halbe bis eine Stunde. Meist werden die Behandelten örtlich betäubt. Vollnarkose ist normalerweise nicht nötig. Nach der Behandlung schwellen die Lippen an und schmerzen vorübergehend, Blutergüsse können auftreten. Zwei Tage lang sollten Sprechen und Kauen nach Möglichkeit vermieden werden. Taubheitsgefühle können vor allem bei größeren Eingriffen noch länger auftreten.

## Lippenlifting
Beim Lippenlifting wird die altersbedingte Verlängerung der Lippenline, die Abflachung der Lippenkontur, der Abfall der Lachlinien und die Faltenbildung korrigiert. Beim direkten Lippenlifting wird die Idealkontur angezeichnet und anschließend die dazwischenliegende Haut entfernt. An der Grenze zwischen Lippenrot und Lippenweiß wird das darunter liegenden Gewebe ein bis zwei Millimeter unterminiert und über die entstandene Lücke hochgezogen. Anschließend werden die Hautränder in mehreren Schichten vernäht, um die Narbe möglichst klein zu halten. Beim indirekten Lippenlifting werden ein 3 bis 6 mm breites Hautstück unter der Nase entfernt und die Wundränder vernäht, wodurch die Oberlippe angehoben wird.

## Aufpolstern
Als zweite Variante ist das Aufpolstern der Lippen möglich. Dazu können verschiedene Stoffe verwendet werden: körpereigenes Gewebe, biologische Substanzen und Kunststoffe. Gemeinsam haben diese Methoden, dass das Polstermaterial durch kleine Schnitte im Lippenrot oder mit der Spritze eingebracht wird. Allerdings besteht auch immer die Gefahr einer Infektion, egal welche Behandlungsweise zum Aufpolstern der Lippen verwendet wird.
Allen biologischen Füllstoffen gemeinsam ist, dass sie über kurz oder lange vom Körper abgebaut werden. Dies hat allerdings den Vorteil, dass diese Präparate keine Langzeitfolgen nach sich ziehen.

### Eigenfett-Aufpolsterung
Die Eigenfett-Behandlung hat den Vorzug, dass sie ohne körperfremdes Material auskommt und damit keine Fremdkörperreaktionen auslöst. Allerdings muss das Fett zunächst an anderer Stelle gewonnen werden. Das gewonnene Fett wird in vielen kleinen Tunneln von 1 bis 2 mm Durchmessern in das Lippengewebe gespritzt. Da der Organismus in den ersten Wochen nach der Operation bis zu 30 % des verabreichten Fettes wieder aufnimmt, muss bei der Operation eine Überkorrektur vorgenommen werden. In jedem Fall sind daher mehrere Aufpolsterungen notwendig, um ein längerfristig stabiles Ergebnis zu erzielen. Die mit den veralteten Bolusinjektionen häufig verbundenen Misserfolge wie Ölzysten, Entzündungen und Verkalkungen sind bei den neueren Techniken nicht mehr zu erwarten.

### Aufpolsterung mit Kollagen und Hyaluronsäure
Ähnlich wie beim Eigenfett kann Lippengewebe mit Präparaten auf Kollagen- oder Hyaluronsäurebasis aufgefüllt werden. Hyaluronsäure kann eine starke Schwellung nach der Verabreichung verursachen, weshalb die Injektion etwas unterhalb der Lippenrotgrenze erfolgen sollte. Die Aufpolsterung mit Hyaluronsäure ist derzeit die am häufigsten eingesetzte Methode.

### Kunststoff-Aufpolsterung
Eine Alternative zur Lippenauffüllung sind Kunststoffe. So kann beispielsweise flüssiges Silikon in Form kleinster Tröpfchen entlang der Lippenrotgrenze injiziert werden. Hierbei sind etwa zwei bis drei Sitzungen notwendig. Kleine Einblutungen treten häufig auf, in etwa 2 % der Fälle entstehen Granulome, die jedoch chirurgisch oder durch Kortisoninjektionen beseitigt werden können. Die Injektion von Polymethylmethacrylat-Kügelchen ermöglicht eine dauerhafte Lippenaufpolsterung. Komplikationen treten in Form von Knötchen bei etwa 7 % der Patienten auf, sehr selten auch dauerhafte Schmerzen.

## Verkleinerung
Bei der deutlich seltener vorgenommenen Lippenverkleinerung wird die als zu groß empfundene Lippe, zumeist die Unterlippe, durch einen meist ambulanten Eingriff geschmälert. Dabei wird ein Schnitt auf der Innenseite der Lippe vorgenommen. Ein spindelförmiges Schleimhautstück mit Bindegewebe wird entfernt. Zusätzlich können keilförmige Bindegewebsstücke entfernt werden, um den Effekt im Mundwinkelbereich zu verstärken. Bei dieser Art der Lippenverkleinerung bleiben für gewöhnlich keine sichtbaren Narben zurück.
Nur in Ausnahmefällen wie bei krankhaft verdickten Lippen, z. B. beim Down-Syndrom, wird eine keilförmige Entfernung eines Teils der Unterlippenmitte in der Mittellinie vorgenommen, da eine sichtbare Narbe zurückbleibt. Massive Schwellungen sind, wie bei anderen cheiloplastikschen Eingriffen, zu erwarten.

## Alternativen
Es gibt Alternativen zur „echten“ Schönheits-Chirurgie. Neben Schminktechniken, die die Lippen voller erscheinen lassen, gibt es auch die Möglichkeit zur optischen Vergrößerung per Tätowierung. Das Setzen dieses Permament Make-ups ist schmerzhaft. Es verblasst nach etwa zwei Jahren und muss dann erneuert werden. Die Farbstoffe können allergische Reaktionen oder Hautentzündungen auslösen, selten auch Granulome.